# 马迪斯维尔 (美国)
馬迪斯維爾（英語：Mardisville）是位於美國阿拉巴馬州塔拉迪加縣的一個非建制地區。該地的面積和人口皆未知。

## 地理
馬迪斯維爾的座標為33°23′04″N 86°09′33″W / 33.38444°N 86.15917°W，平均海拔为155米（509英尺）。